# Kloster Ullard

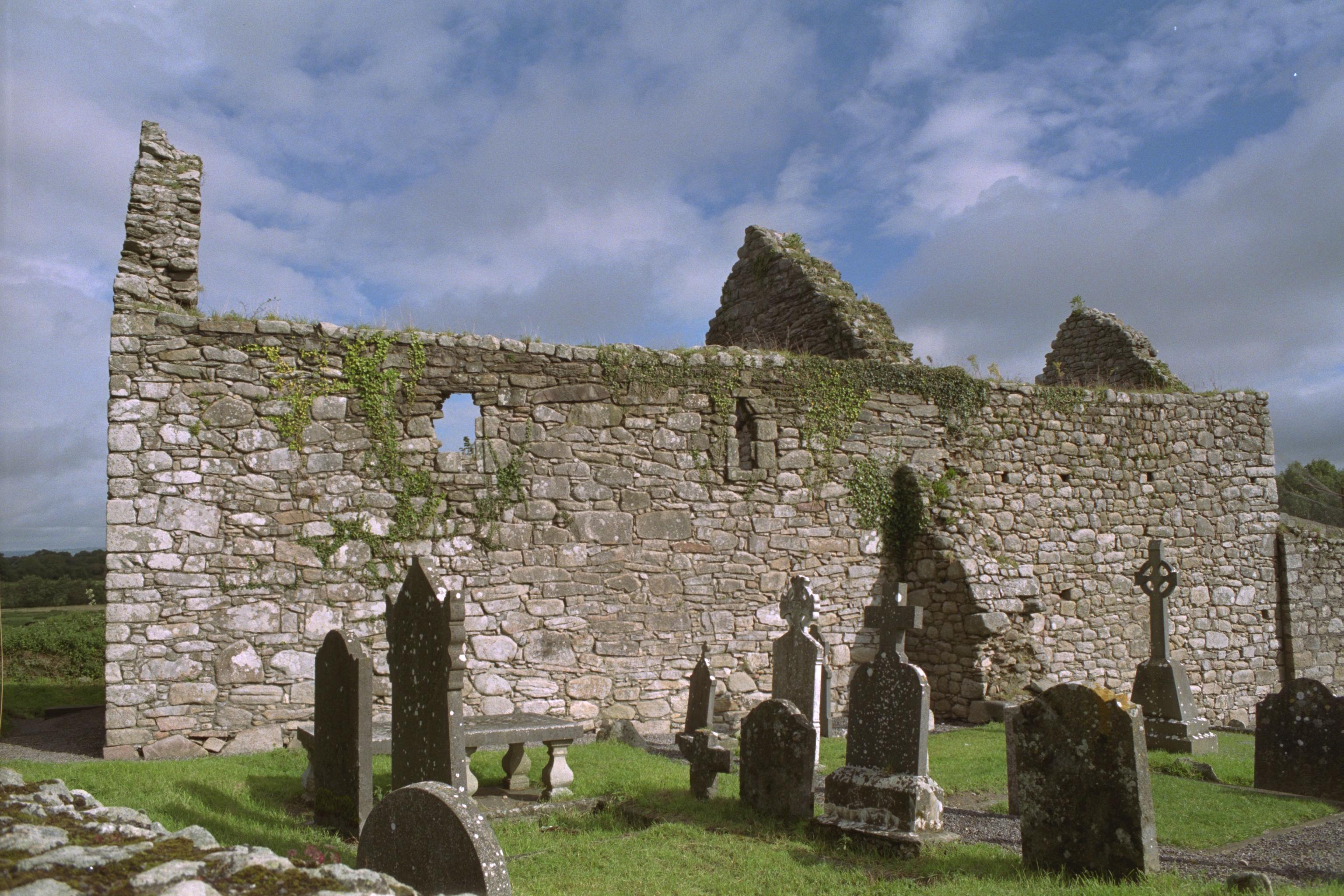
Ansicht des erhaltenen Kirchenschiffs aus südlicher Richtung

Das Kloster Ullard (irisch Iolard) geht auf eine frühchristliche Gründung durch St. Fiachra zurück, der 670  verstorben ist. Das Kloster liegt etwas oberhalb des westlichen Ufers des River Barrow gegenüber der Ortschaft Borris und nördlich von Graiguenamanagh im County Kilkenny. Erhalten geblieben ist ein Hochkreuz aus dem 9. oder 10. Jahrhundert.

## Geschichte und Architektur
Der Gründer, St. Fiachra, war zuvor Abt in Clonard und in Conwall in Donegal gewesen. Nach der Gründung von Ullard zog er später weiter nach Frankreich, wo er bis zu seinem Tod in einer eremitischen Klause bei Meaux lebte. Sein Gedenktag in Irland ist der 8. Februar.

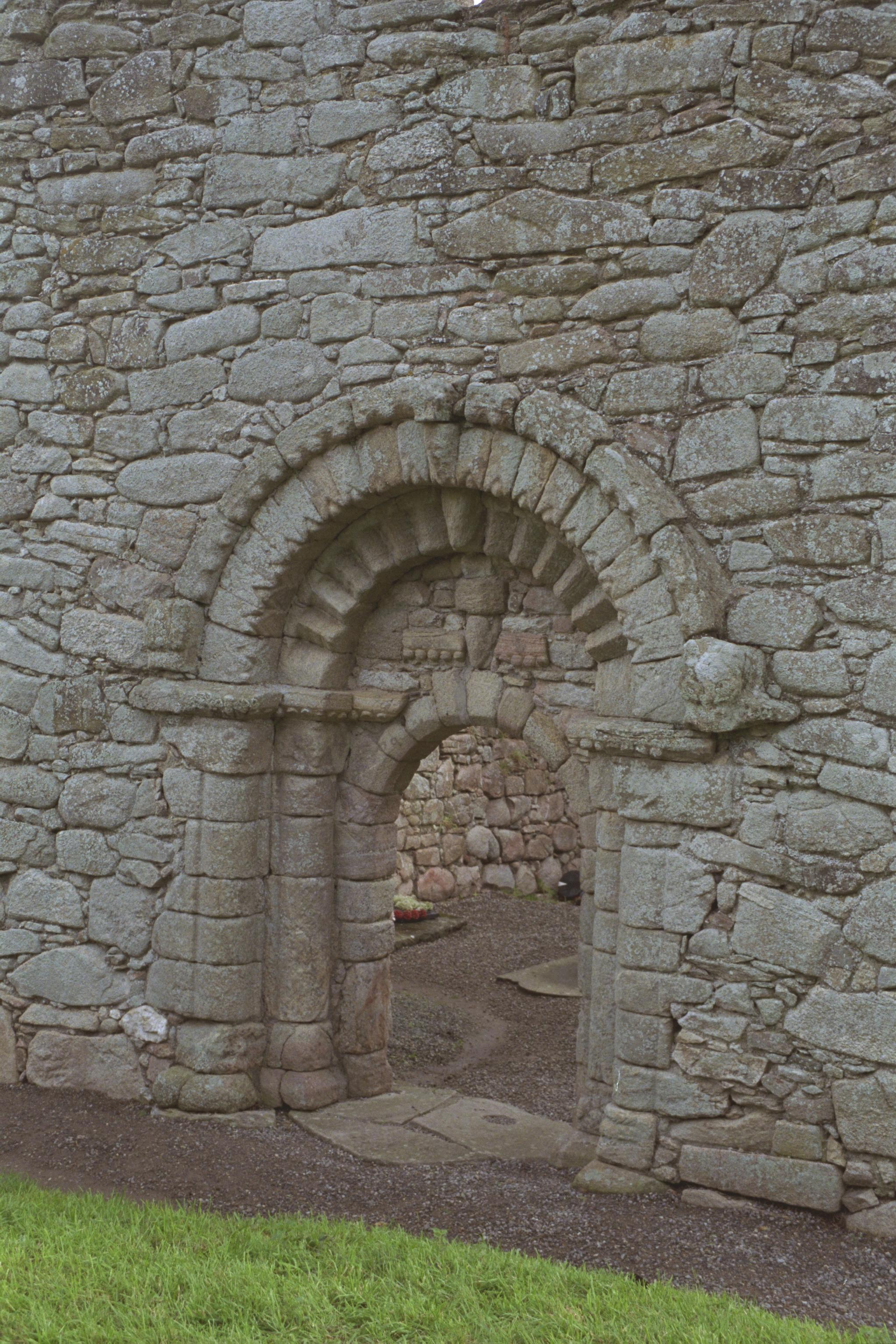
Der Westeingang zur Kirche im romanischen Stil.

Eine gewisse Blüte muss das Kloster im 9. oder 10. Jahrhundert erfahren haben, weil die heutigen Reste aus dieser Zeit stammen. Die Kirche zeichnet sich durch den im romanischen Stil errichteten Westeingang aus. Anders als sonst in Irland üblich, wurde hier Granit an Stelle von Sandstein verwandt, so dass die Details der Steinmetzarbeiten im Vergleich stärker und gleichzeitig einfacher erscheinen. Nur die beiden äußeren Bögen sind noch in der ursprünglichen Form, der innere, dritte Bogen geht auf einen späteren Restaurierungsversuch zurück.

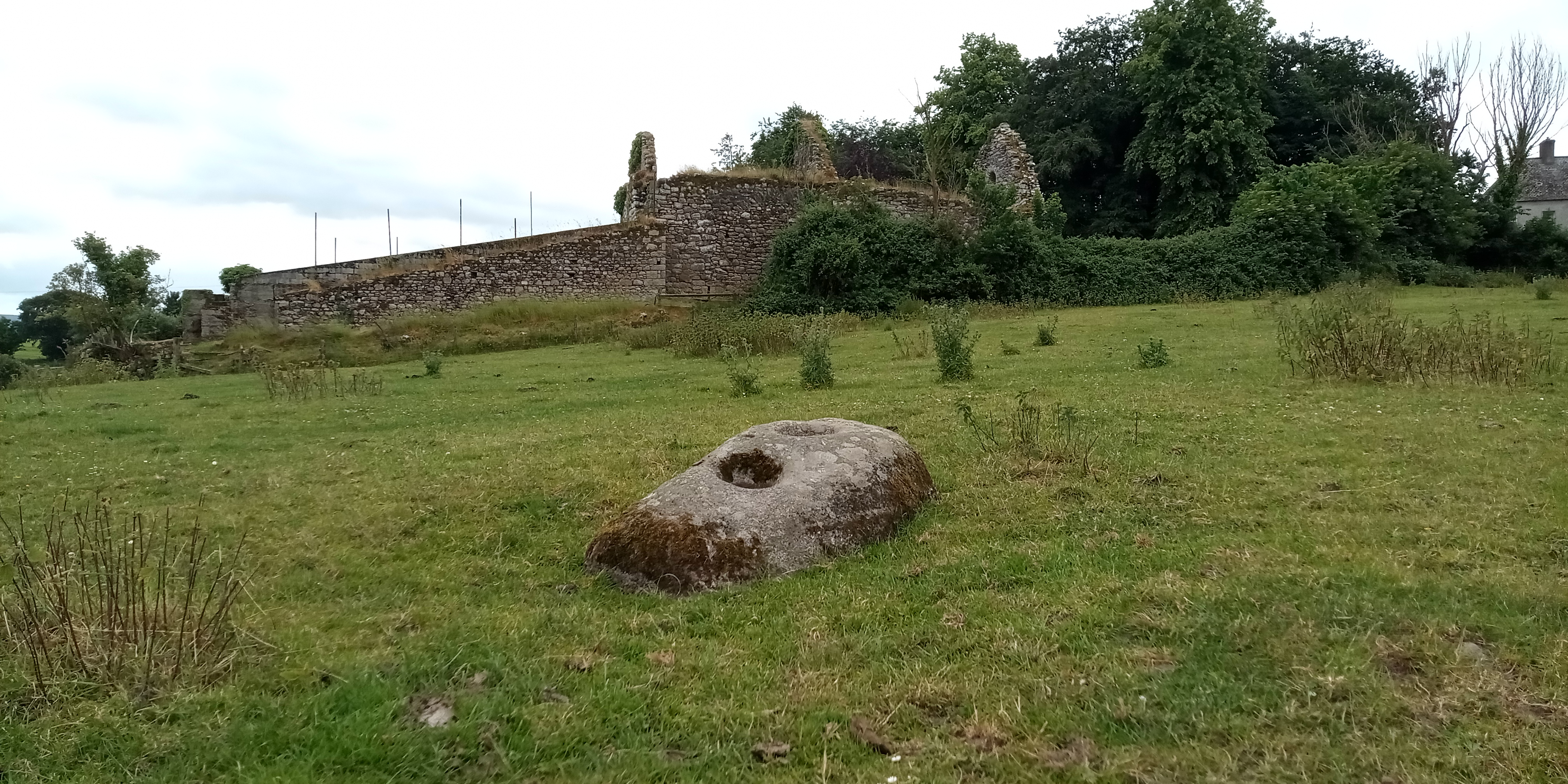
Bullaun

Auch aus dieser Zeit stammt das ebenfalls aus Granit bestehende Hochkreuz, das an der südöstlichen Ecke der Kirche steht. Ein Teil des Schafts ist jedoch nicht erhalten geblieben, so dass dieser im Rahmen einer Restaurierung ersetzt wurde. Auf der Ostseite des Hochkreuzes ist in der Mitte die Kreuzigung Christi zu erkennen. Links findet sich eine Darstellung des David beim Spielen einer Lyra. Das Instrument wird mit einem runden und einem geraden Arm dargestellt und gehört zu einer Reihe realistischer Abbildungen von Musikinstrumenten auf irischen Hochkreuzen. Die Lyren waren bis ca. 1000 in Europa weit verbreitet, bevor sie durch Harfen ersetzt wurden. Rechts von der Kreuzigung ist die Opferung Isaaks zu finden, die Darstellung oberhalb lässt sich nicht mehr deuten. Die Westseite ist ungleich schwerer zu erkennen. Harbison vermutet, dass dort Szenen aus dem Leben der Eremiten Paul und Antonius dargestellt sind.
In der Nähe befinden sich die Bullaunsteine Ullard I und II.

### Primäre Quellen
- John O’Donovan, James H. Todd: The Martyrology of Donegal: A Calendar Of The Saints Of Ireland. Dublin 1864.
- Whitley Stokes: The Martyrology of Oengus the Culdee. London 1905.

### Sekundärliteratur
- Harold G. Leask: Irish Churches and Monastic Buildings. Vol. 1, Dundalgan Press, Dundalk 1955, OCLC 491006980.
- Lord Killanin, Michael V. Duignan: The Shell Guide to Ireland. Zweite Auflage. Ebury Press, London 1967, OCLC 455966.
- Aubrey Gwynn, R. Neville Hadcock: Medieval Religious Houses Ireland. Longman, London 1970, ISBN 0-582-11229-X.
- Peter Harbison: Irish High Crosses with the figure sculptures explained. Boyne Valley Honey Company, Drogheda 1994, ISBN 0-9517823-7-1.
- Ann Buckley: Music in Ireland to c. 1500. Aus: Dáibhí Ó Cróinín (Hrsg.): Prehistoric and Early Ireland. (A New History of Ireland, 1). Oxford University Press, Oxford 2005, ISBN 0-19-821737-4, S. 744–808.